# Norma Candal
Norma Candal (10 de abril de 1927 - 5 de febrero de 2006), fue una actriz cómica de Puerto Rico. Interpretó el personaje "Petunia Pérez" y realizó un programa muy popular en los años 80' "La Pensión de Doña Tere" donde era la protagonista. Participó en varias películas, entre ellas "La Guagua Aérea" en 1995.
El viernes 3 de febrero de 2006 sufrió una caída en su domicilio siendo trasladada al Hospital Pavia. Su cuadro clínico se complicó con gripe falleciendo 2 días después a la edad de 75 años.